# Amtsgericht Tettnang

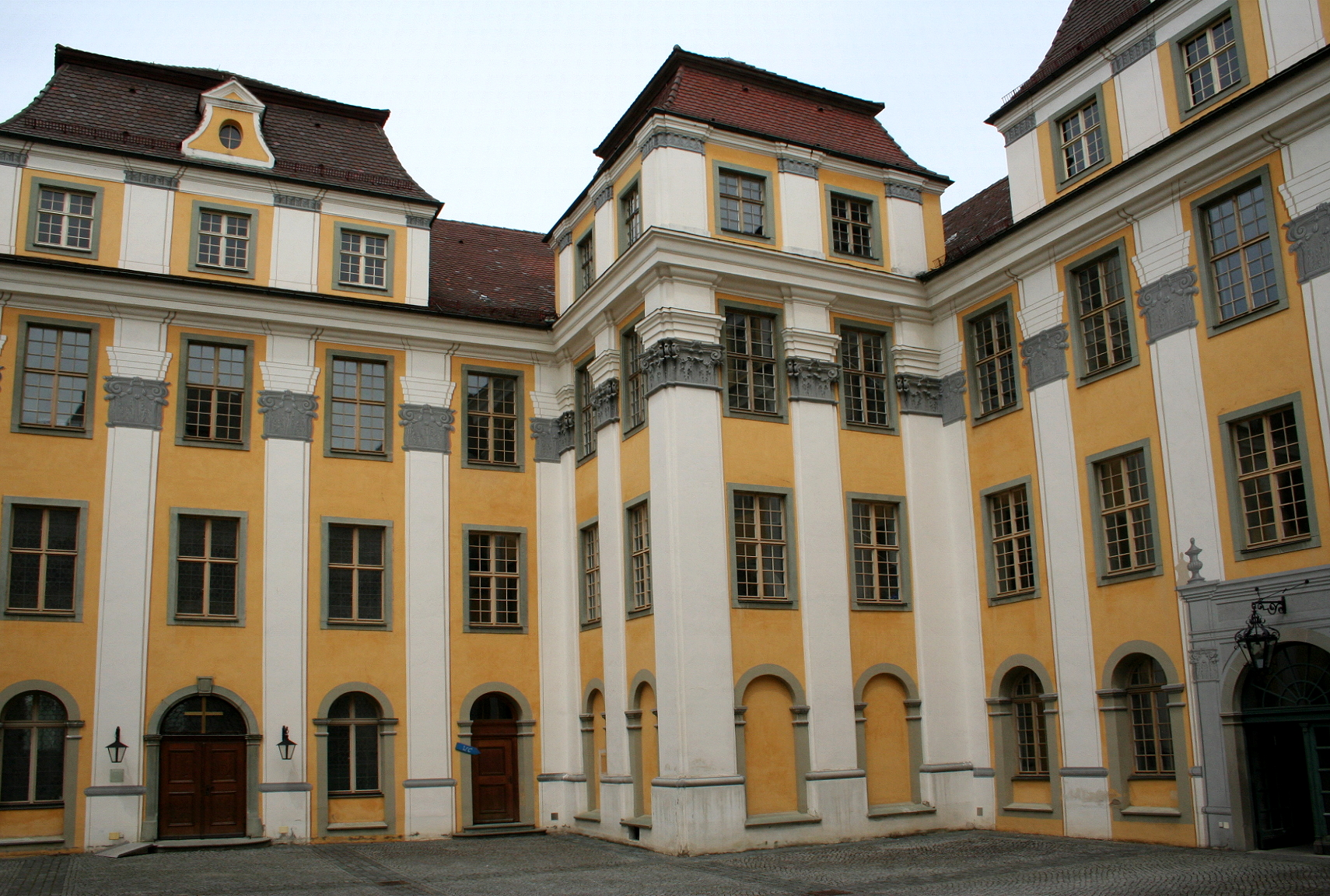
Das Gebäude des Amtsgerichts Tettnang

Das Amtsgericht Tettnang ist eines von 108 Amtsgerichten in Baden-Württemberg. Es ist ein Gericht der ordentlichen Gerichtsbarkeit.

## Amtsgerichtsbezirk
Der Amtsbezirk des Amtsgerichts Tettnang erstreckt sich über die Gemeinden Immenstaad, Friedrichshafen, Eriskirch, Langenargen, Kressbronn am Bodensee, Tettnang, Meckenbeuren und Neukirch.

## Gerichtsgebäude
Das Amtsgericht ist im Neuen Schloss untergebracht.

## Zuständigkeit und Aufgaben
Das Amtsgericht ist erstinstanzliches Zivil-, Familien- und Strafgericht. Beim Amtsgericht wird außerdem das Vereins- und Güterrechtsregister geführt. Als Vollstreckungsgericht ist es zuständig für alle Vollstreckungssachen, bei denen der Schuldner seinen Wohnsitz im Gerichtsbezirk hat. Das Handelsregister wird beim Amtsgericht Ulm geführt.
In den Zuständigkeitsbereich des Amtsgerichts fallen folgende Tätigkeiten: Adoptionen, Bereitschaftsdienst, Betreuungen, Bußgeldverfahren, Familiensachen, Gerichtszahlstelle, Hinterlegungen, Insolvenzen, Mahnverfahren, Rechtsantragstelle, Registersachen, Schuldnerverzeichnis, Strafsachen, Unterbringung, Verschollenheitssachen, Vormundschaftssachen, Wohnungseigentum, Zivilsachen, Zwangsversteigerung und Zwangsvollstreckung.
Dem Amtsgericht sind fünf Gerichtsvollzieher zugeordnet.

## Übergeordnete Gerichte
Im Instanzenzug übergeordnet sind dem Amtsgericht Tettnang das Landgericht Ravensburg, das Oberlandesgericht Stuttgart und der Bundesgerichtshof.